# Палекур

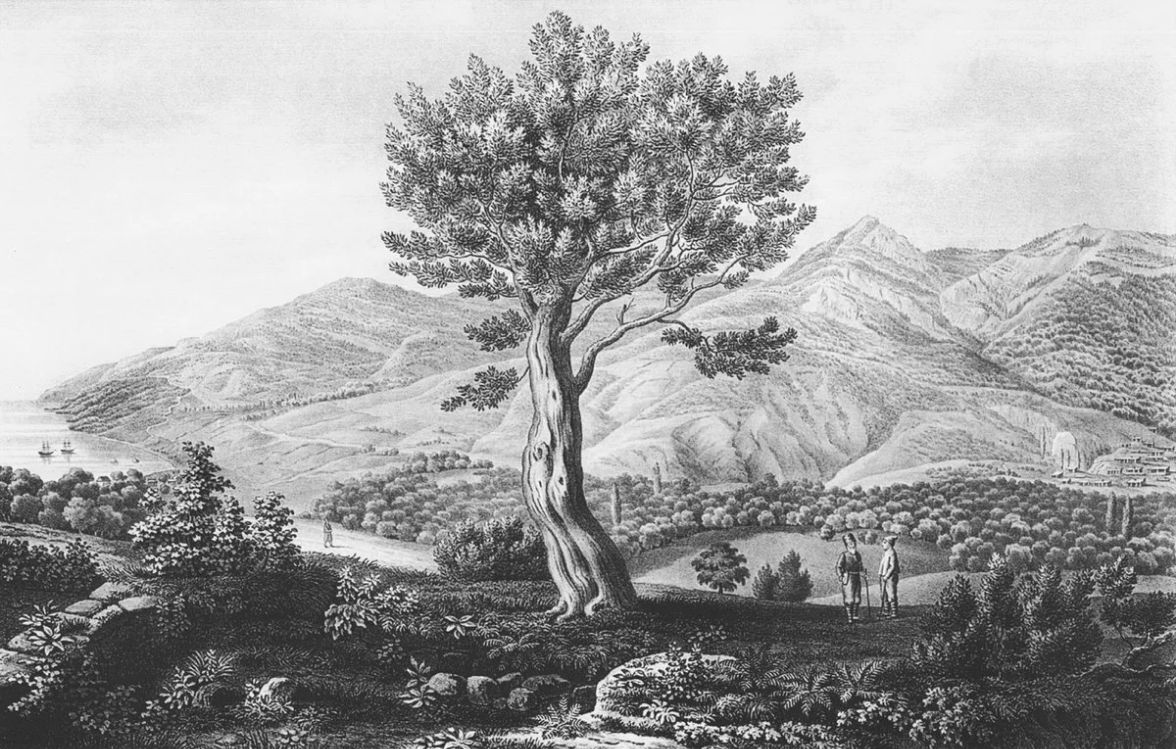
Дюбуа де Монпере. Вид на долину Ялты и деревню Ай-Василь, 1833 г. Стена слева — остатки Палекура.

Палекур — руины монастыря X—XIII века, находившиеся на Южном берегу Крыма в Ялте на вершине Поликуровского холма.

Первое сообщение о существовании развалин на холме оставил П. И. Сумароков в книге «Досуги крымского судьи, или Второе путешествие в Тавриду» (ч. 2) 1805 года. По его версии это укрепление в средние века и было Ялитой — древней Ялтой, сначала византийской («у греков»), потом генуэзской, а после завоевания генуэзских колоний османскими войсками превратилась в укрепленный монастырь, разрушенный землетрясением в конце XV века. Пётр Кеппен в книге «О древностях южнаго берега Крыма и гор Таврических» 1837 года упоминиет о следах каких-то построек на Палекуре, добавляя, что по местным преданиям там был монастырь и критикует, как ничем не подтверждаемую, весию Сумарокова. Дюбуа де Монпере был последним исследователем, своими глазами видевший остатки укрепления: он застал разборку стен крепости местными татарами на материал для строительства
…таким способом разрабатывали остатки мощной циклопической стены, ограждавшей весь холм у дороги. Самя высшая точка холма была увенчана квадратным зданием в том же стиле.
В. Х. Кондараки в «Универсальном описании Крыма» 1875 года писал о замке:
на возвышенном бугрѣ, именуемом туземцами Палекуръ, но кѣмъ было основано это укрѣпленіе, ялтинскими-ли обитателями или жителями дер. Нижняя Массандра—трудно опредѣлитъ.
В путеводителе Сосногоровой упоминаются рельсы в центре Ялты, по которым возили камень с руин крепости для строящегося мола. Л. В. Фирсов утверждал, что крупное укрепление (судя по частым находкам остаткам жилищ со средневековой керамикой и развалам стен, кладка которых напоминает кладку боевых стен исаров) должно находится на Поликуровом холме.
О. И. Домбровский при обследовании местности в 1960-х годах остатков укрепления не обнаружил, в 1974 году Игорь Авенирович Баранов раскопал здесь средневековую часовню и хозяйственные постройки. Подробные археологические раскопки на холме не производились (район с плотной городской застройкой) и вопрос существования монастыря или укрепления остаётся открытым. Существует точка зрения, что Палекур и Монастырь Святого Иоанна в средневековье представляли собой одно укрепление просуществовавшее до XV века и являвшееся опорным пунктом генуэзцев.